# Stimmenhören
Stimmenhören ist das zwölfte Studioalbum von André Heller. Es erschien, etwa ein Jahr nachdem Heller seine Konzerttätigkeit aufgegeben hatte.

## Stil und Produktionsnotizen
Die Aufnahmen zu Stimmenhören fanden zwischen November 1982 und März 1983 statt und wurden in verschiedenen Tonstudios in Wien und in Hamburg eingespielt. Stilistisch lässt es sich kaum als ein „typisches“ Austropopalbum einordnen, es enthält Liedermacherelemente, wie auch frühe Beispiele von World Music. An dem Album wirkten wie fast immer bei Heller ebenso prominente wie herausragende Gastmusiker mit. Darunter der argentinische Bandoneonspieler Dino Saluzzi, der US-amerikanische Jazztrompeter Freddie Hubbard und der österreichische Geiger Toni Stricker.

## Wichtige Titel
Cut 6 Für immer jung wurde als Cover von Bob Dylans Lied Forever Young im Duett mit Wolfgang Ambros eingespielt und gilt heute ebenso wie Cut 2 Wie mei Herzschlag als eine der „klassischen“ Stücke des späteren Austropop. Cut 9 Erhebet euch Geliebte war ein wichtiger Titel für die Friedensbewegung der frühen 1980er Jahre, er wurde öffentlichkeitswirksam am 11. September 1982 im Bochumer Ruhrstadion beim Konzert von Künstler für den Frieden in großer Besetzung unter Einbeziehung des Publikums aufgeführt. Mit der Friedensthematik beschäftigt sich auch die das Album abschließende Nachbemerkung, die Heller gemeinsam mit Konstantin Wecker geschrieben hat, der ihn am Klavier begleitet. Die Stücke Der Mikado und das laut den Liner Notes auf einer Eisenbahnfahrt nach Kanton entstandene Mir träumte sind Beispiele für die musikalisch-poetische Anlehnung Hellers an die Schule des Phantastischen Realismus. Bemerkenswert ist auch das von Heller auf Jiddisch gesungene und von Toni Stricker auf der Geige begleitete Volkslied Zehn Brider.
Das Cover zeigt ein Gemälde von Christian Ludwig Attersee unter Verwendung einer Fotografie Hellers aufgenommen von Gabriela Brandenstein.

## Titelliste
- Der Mikado
- Wie mei Herzschlag
- Tulios Lied
- Die Hundertjährige
- Zehn Brider
- Für immer jung
- Der erste Reif in Rimini
- Mir träumte
- Erhebet euch Geliebte
- Nachbemerkung